# NGC 2937
NGC 2937 је елиптична галаксија у сазвежђу Хидра која се налази на NGC листи објеката дубоког неба.
Деклинација објекта је + 2° 44' 53" а ректасцензија 9h 37m 45,1s. Привидна величина (магнитуда) објекта NGC 2937 износи 13,6 а фотографска магнитуда 14,6. NGC 2937 је још познат и под ознакама UGC 5131, MCG 1-25-6, CGCG 35-15, ARP 142, VV 316, NPM1G +02.0225, PGC 27423.